# باناق
باناق (به لاتین: Banaq) یک منطقهٔ مسکونی در افغانستان است که در ولایت بامیان واقع شده‌است.